# Beauchamps-sur-Huillard
Beauchamps-sur-Huillard is een gemeente in het Franse departement Loiret (regio Centre-Val de Loire) en telt 334 inwoners (1999). De oppervlakte bedraagt 17,7 km², de bevolkingsdichtheid is 18,9 inwoners per km².
De onderstaande kaart toont de ligging van Beauchamps-sur-Huillard met de belangrijkste infrastructuur en aangrenzende gemeenten.

## Demografie
Onderstaande figuur toont het verloop van het inwoneraantal van Beauchamps-sur-Huillard vanaf 1962.

Bron: Frans bureau voor statistiek. Cijfers inwoneraantal volgens de definitie population sans doubles comptes (zie de gehanteerde definities)
1. ↑  Populations de référence 2022.